# Aston Martin DB4
Aston Martin DB4 är en sportbil, tillverkad av den brittiska biltillverkaren Aston Martin mellan 1958 och 1963.

## DB4
Astons nya bil presenterades på London Motor Show 1958. Det var en större och snabbare bil än företrädaren DB Mk III. Karossen ritades av Carrozzeria Touring och konstruerades enligt deras Superleggera-princip, men byggdes av Aston själva i Newport Pagnell. Motorn, konstruerad av Tadek Marek, hade testats i racervagnen DBR2. 1961 (med Series IV) introducerades en starkare Vantage-variant. 1962 (med Series V) modifierades karossen med ett rymligare bakparti och fronten från GT-modellen, vilket förebådade DB5. Med Series V introducerades också en cabriolet-kaross.
Tillverkningen uppgick till 1 185 exemplar.

## DB4 GT
För den som tog bankörning på allvar presenterade Aston DB4 GT 1959. Med 130 mm kortare hjulbas och tunnare karosspaneler lyckades man sänka vikten med 80 kg. Fronten var mer aerodynamiskt utformad med inbyggda strålkastare. Motorn var försedd med tre Weber förgasare och dubbeltändning.
GT:n byggdes i 75 exemplar. Dessutom byggdes 14 st Vantage GT med GT-motorn i den vanliga DB4-karossen.

## DB4 GT Zagato
- Se även Aston Martin DB4 GT Zagato.

1960 byggde Zagato 20 st vagnar på GT-chassit. Dessa var ytterligare 150 kg lättare än GT:n och hade än starkare motor.
Under den värsta superbils-hypen byggdes 4 nya bilar 1991, sanktionerade av Aston Martin och Zagato. De hade till och med egna chassinummer i originalserien. Bilarna hade DB4-chassin, uppgraderade enligt GT-specifikation och till viss del uppgraderade med moderna komponenter för att förbättra väghållningen. År 2000 byggdes ytterligare två sådana vagnar. 
Flera Aston Martispecialister erbjuder i dag replikor så kallade "recreations" av DB4 GT Zagato byggda på original DB4-chassin som kortas till rätt längd och som förses med kopior av Zagatokarossen. Man använder DB4:ans vanliga motor som byggs om till GT-specifikation, fast med den skillnaden att cylindervolymen ökas till 4,2 liter. Övrig mekanik och elkomponenter hämtas även de från vanliga DB4. Bromsar och fjädring brukar dock vara av modernare snitt.
Varianter:
| Modell        | Motor               | Cylindervolym | Effekt | Bränsle              |
| ------------- | ------------------- | ------------- | ------ | -------------------- |
| DB4           | 6-cyl radmotor dohc | 3670 cm³      | 240 hk | 2 st SU förgasare    |
| DB4 Vantage   | 6-cyl radmotor dohc | 3670 cm³      | 260 hk | 3 st SU förgasare    |
| DB4 GT        | 6-cyl radmotor dohc | 3670 cm³      | 302 hk | 3 st Weber förgasare |
| DB4 GT Zagato | 6-cyl radmotor dohc | 3750 cm³      | 314 hk | 3 st Weber förgasare |